# Kościół Wniebowzięcia Najświętszej Maryi Panny w Chełmnie
Kościół Wniebowzięcia Najświętszej Maryi Panny w Chełmnie – gotycki kościół zbudowany prawdopodobnie w latach 1280–1320 w Chełmnie miejscowości położonej w województwie kujawsko-pomorskim, powiecie chełmińskim w diecezji toruńskiej, dekanacie chełmińskim.

## Historia

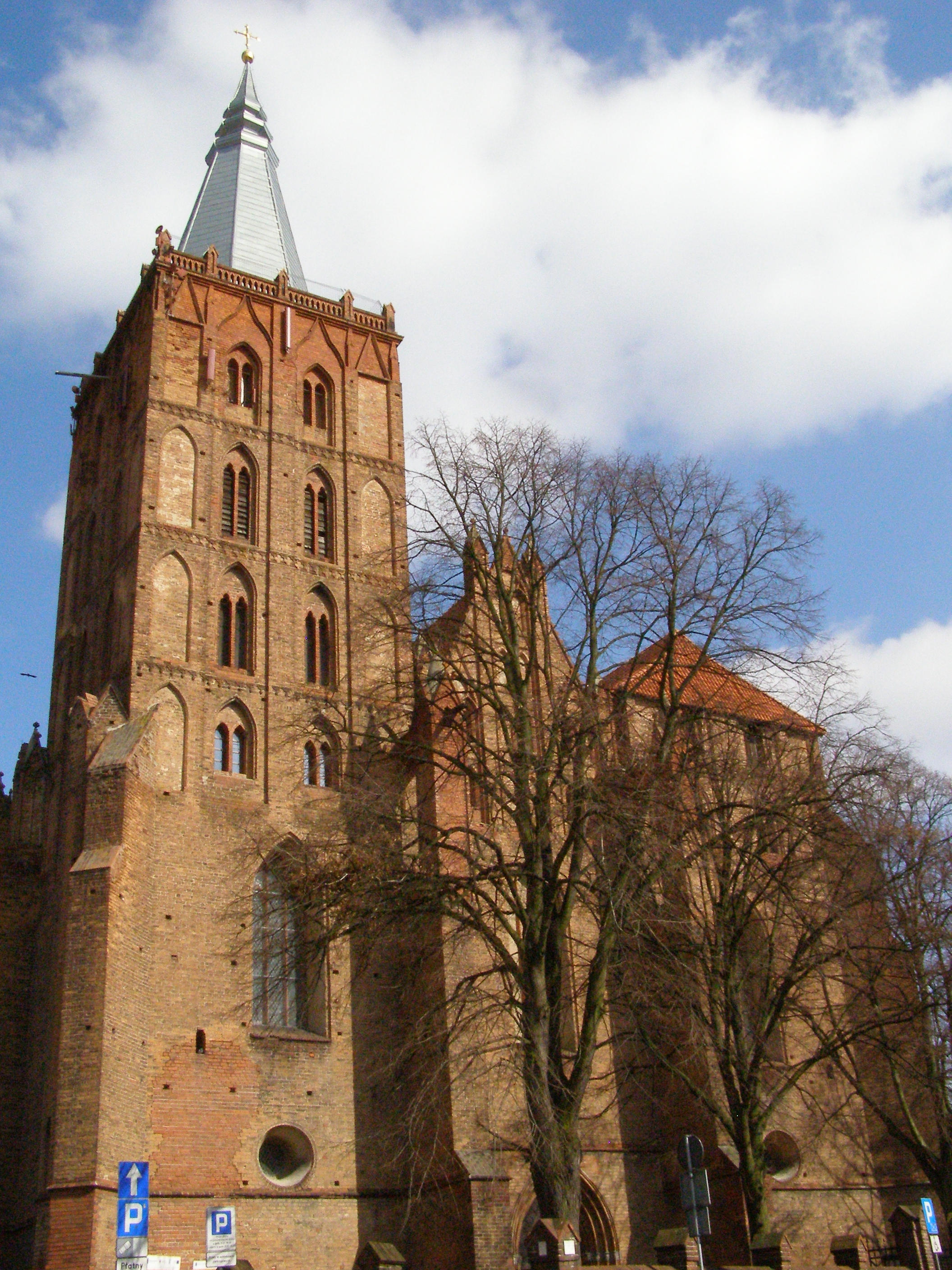
Kościół Wniebowzięcia NMP

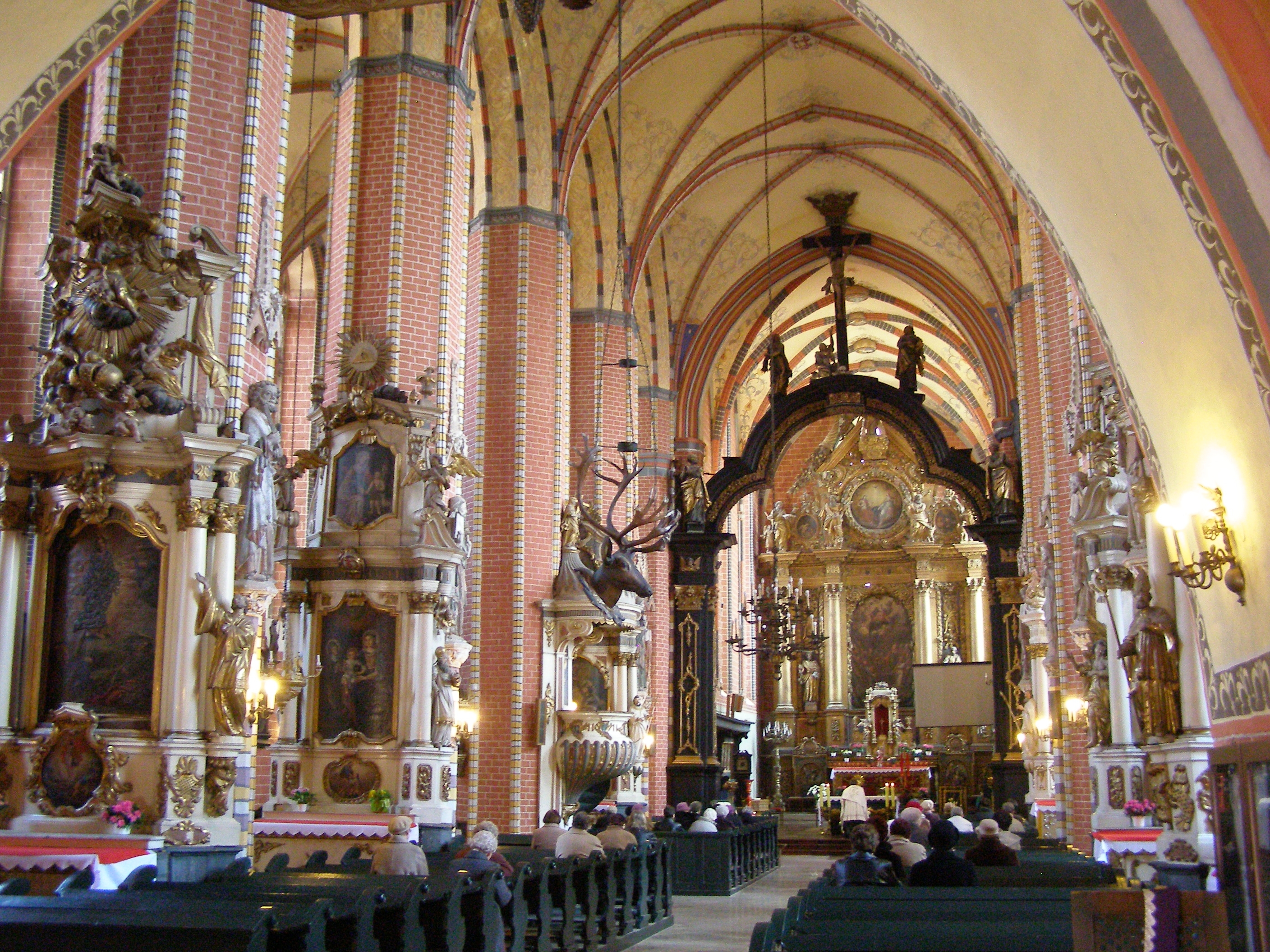
Wnętrze fary chełmińskiej

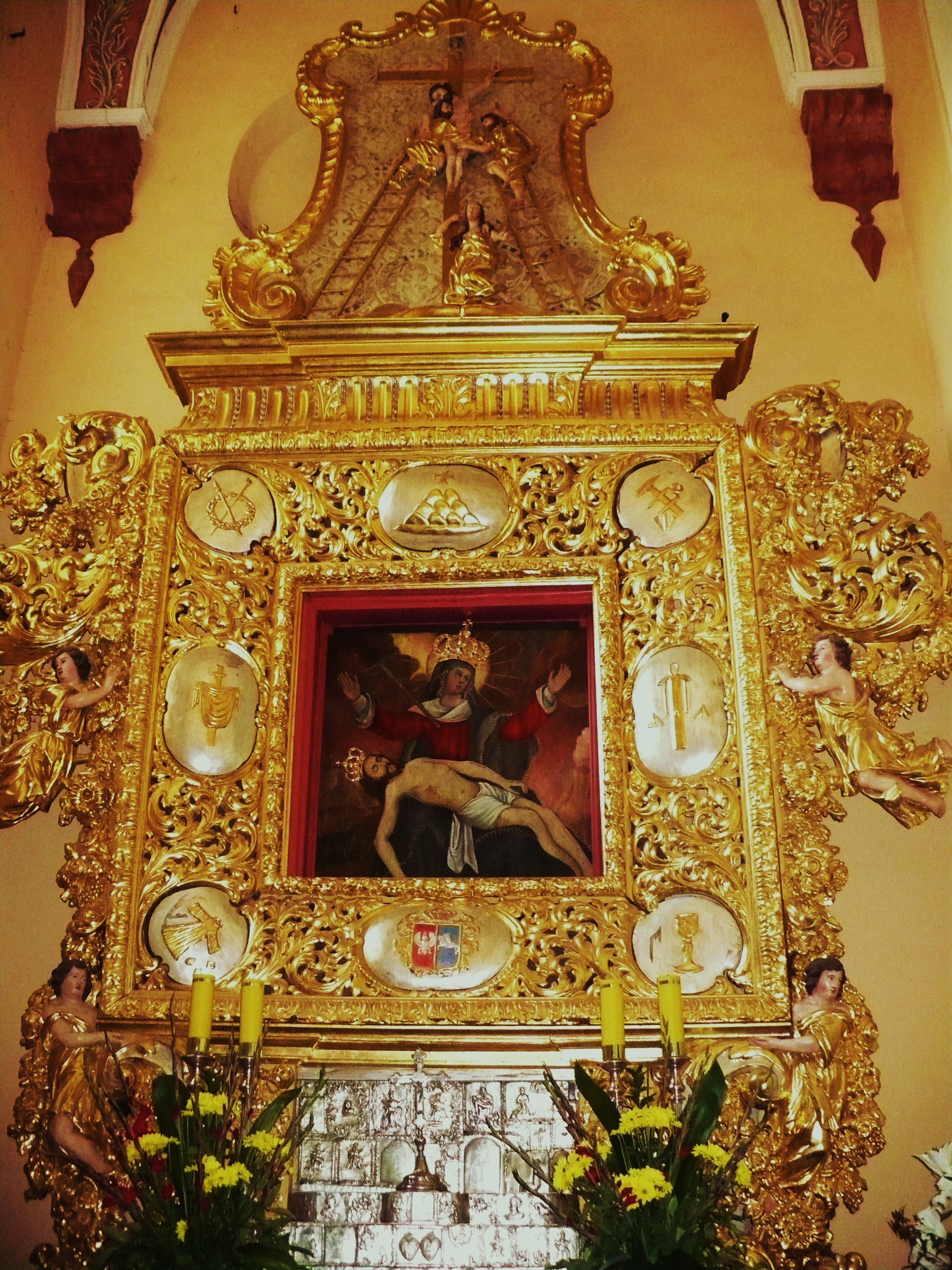
Obraz w Kaplicy Matki Boskiej Chełmińskiej

Kościół archiprezbiterialny Wniebowzięcia Najświętszej Maryi Panny w Chełmnie, zwany potocznie „Farą”, jest najokazalszym spośród siedmiu istniejących obecnie kościołów Chełmna. Kościół ten stanowił wzorzec dla budowniczych katedry w Królewcu.
Kościół wzniesiono prawdopodobnie w latach 1280-1320. W przeciwieństwie do wielu innych budowli sakralnych tamtego czasu powstał dość szybko, a w trakcie budowy dokonano tylko niewielkich korekt w stosunku do pierwotnych planów.
Wznoszono go w dwóch fazach. Najpierw postawiono prezbiterium i północną nawę boczną (pierwotnie niższą). W fazie drugiej ukończono budowę całego korpusu nawowego wraz z wieżą północną. Wieżę południową pozostawiono niedokończoną. W wiekach następnych nie dokonano większych przebudów, które by zakłóciły gotycki charakter świątyni i wrażenie stylistycznej jednolitości. Jedynie w 1560 roku dobudowano kaplicę Matki Boskiej Bolesnej Chełmińskiej z fundacji kasztelana chełmińskiego Jana Niemojewskiego i jego żony Katarzyny Kostczanki, h. Dąbrowa (dawna kaplica grobowa Niemojewskich), a w końcu XVII wieku kaplicę Bożego Ciała oraz w 1706 roku kruchtę południową.
Częściowe odnowienie kościoła nastąpiło w okresie 1659–1660. Powstał wówczas także barokowy wystrój kaplicy Bożego Ciała. Nad prezbiterium dobudowano sygnaturkę. W końcu XIX wieku przeprowadzono natomiast poważne prace naprawcze nadszarpniętych zębem czasu murów, w szczególności w obrębie najwyższej kondygnacji wieży północnej, uszkodzonej w 1724 roku.
W 2002 roku w sposób kompleksowy została odnowiona kruchta północna, a w latach 2003–2004 kaplica i ołtarz Matki Bożej Bolesnej. W 2004 roku odnowiono lampy zwisające w łukach międzyfilarowych, w 2006 roku rzeźby Ukrzyżowania na wschodnim szczycie oraz trakt komunikacyjny prowadzący na taras widokowy znajdujący się na wieży dzwonniczej, ławy dla wiernych i ołtarz z relikwiami św. Walentego odnowiono w latach 2007–2008. W 2012 odsłonięto znajdującą się dotąd pod posadzką nawy głównej renesansową płytę nagrobną z wizerunkiem dwóch osób.

## Architektura i wnętrze kościoła
Kościół WNMP to trójnawowa hala z wydzielonym, prostokątnym prezbiterium. Zachodnia fasada była zaplanowana jako symetryczna dwu wieżowa, ale wieża południowa pozostała niedokończona. Nawy boczne przykryte są poprzecznymi dachami dwuspadowymi, które tworzą charakterystyczne trójkątne szczyty widoczne w elewacjach bocznych. Jest to rozwiązanie niezwykłe, na które warto zwrócić uwagę. Podobne znajdziemy w Kolegiacie Świętego Krzyża i św. Bartłomieja we Wrocławiu. W kościele znajduje się wysokiej klasy gotycki wystrój rzeźbiarski, na który składają się figury apostołów przy filarach od strony nawy głównej oraz zworniki sklepienne. Są tu również cenne malowidła ścienne z końca XIV w. (gotyckie przedstawienie św. Krzysztofa w nawie bocznej, przykryte częściowo barokową wizją Boga). Gotlandzka chrzcielnica o formach późnoromańskich została wykonana około 1350‒1375. Bogate nowożytne wyposażenie wnętrza pochodzi przeważnie z XVII i XVIII w., wyróżniają się epitafia z końca XVI–XVIII w., w jednym z nich portret trumienny Marcina Kossendy z 1705. W kaplicy na przedłużeniu bocznej nawy północnej sanktuarium MB Bolesnej (tzw. Chełmińskiej), z obrazem koronowanym za zgodą papieża Benedykta XIV 22 maja 1754 r. W antependium i predelli ołtarza tej kaplicy zespół srebrnych plakietek wotywnych z XVII–XVIII w. Zwraca też uwagę snycerski wystrój kaplicy Bożego Ciała (Najśw. Sakramentu), dzieło elbląskie z lat 1685-1695.
W Muzeum Okręgowym w Toruniu przechowywany jest zespół gotyckich witraży ze wschodniego okna prezbiterium, z lat około 1370–1390, które w XIX w. zostały przeniesione z Chełmna do zamku w Malborku.

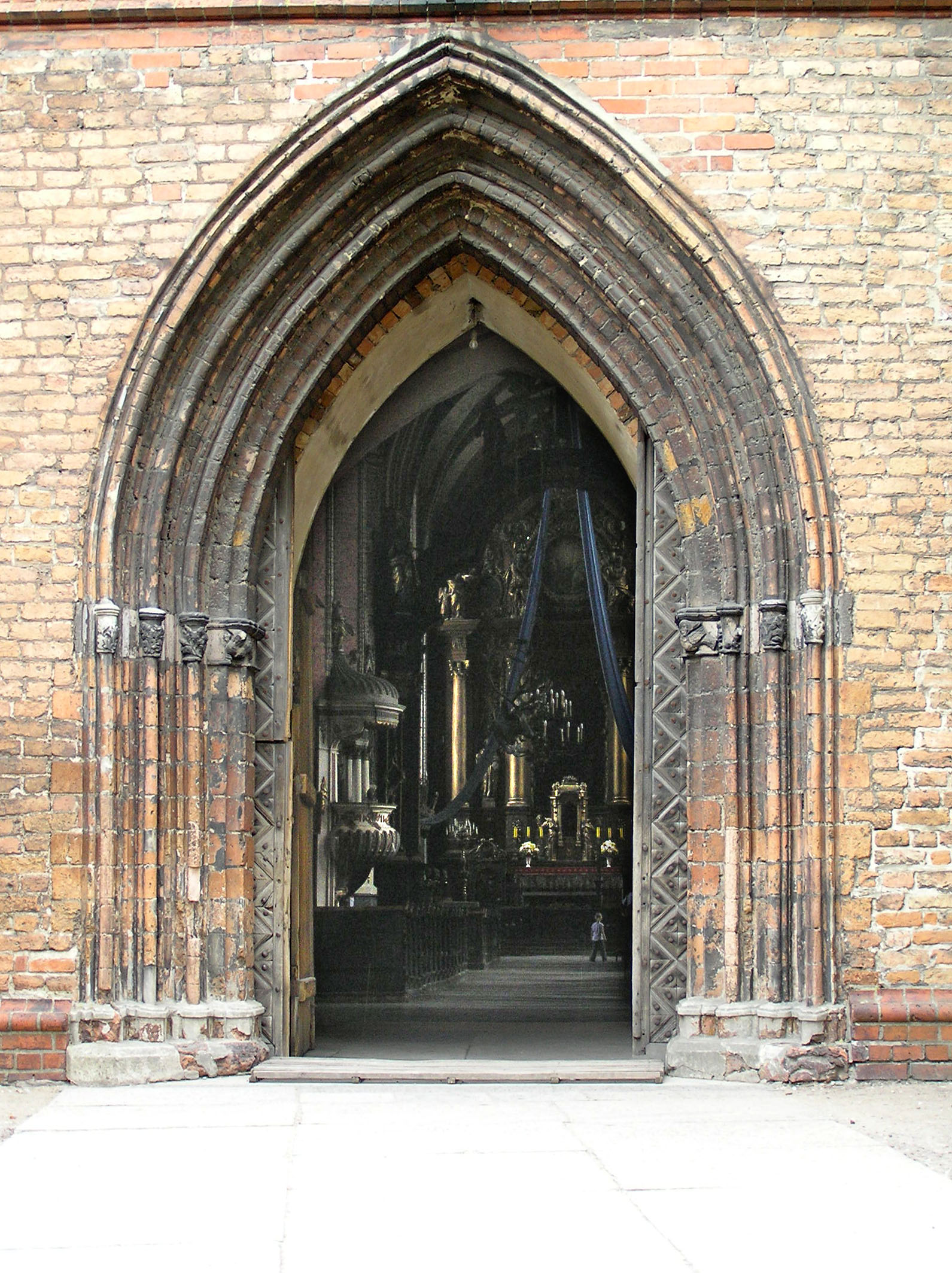
Portal wejścia głównego
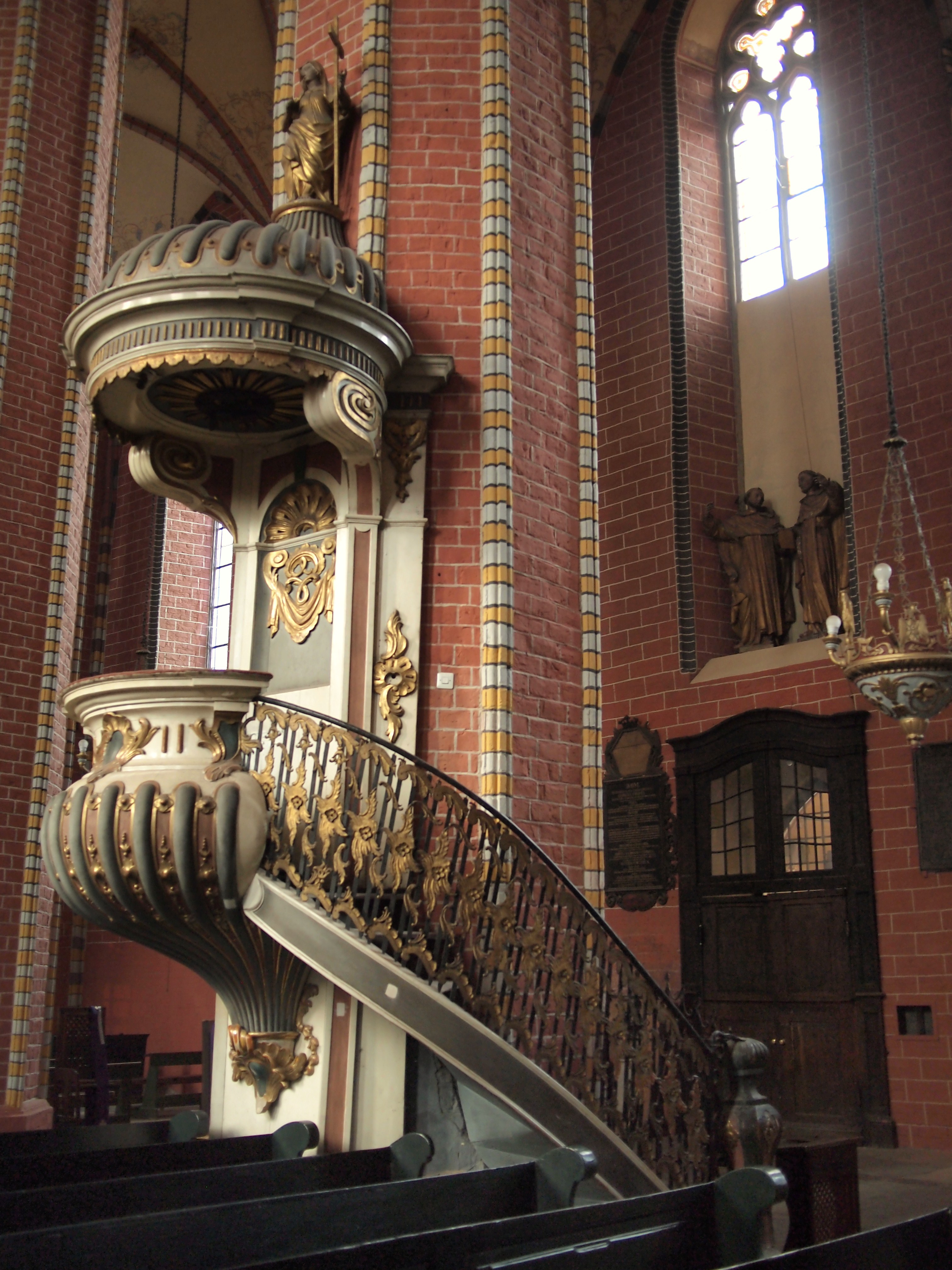
Ambona
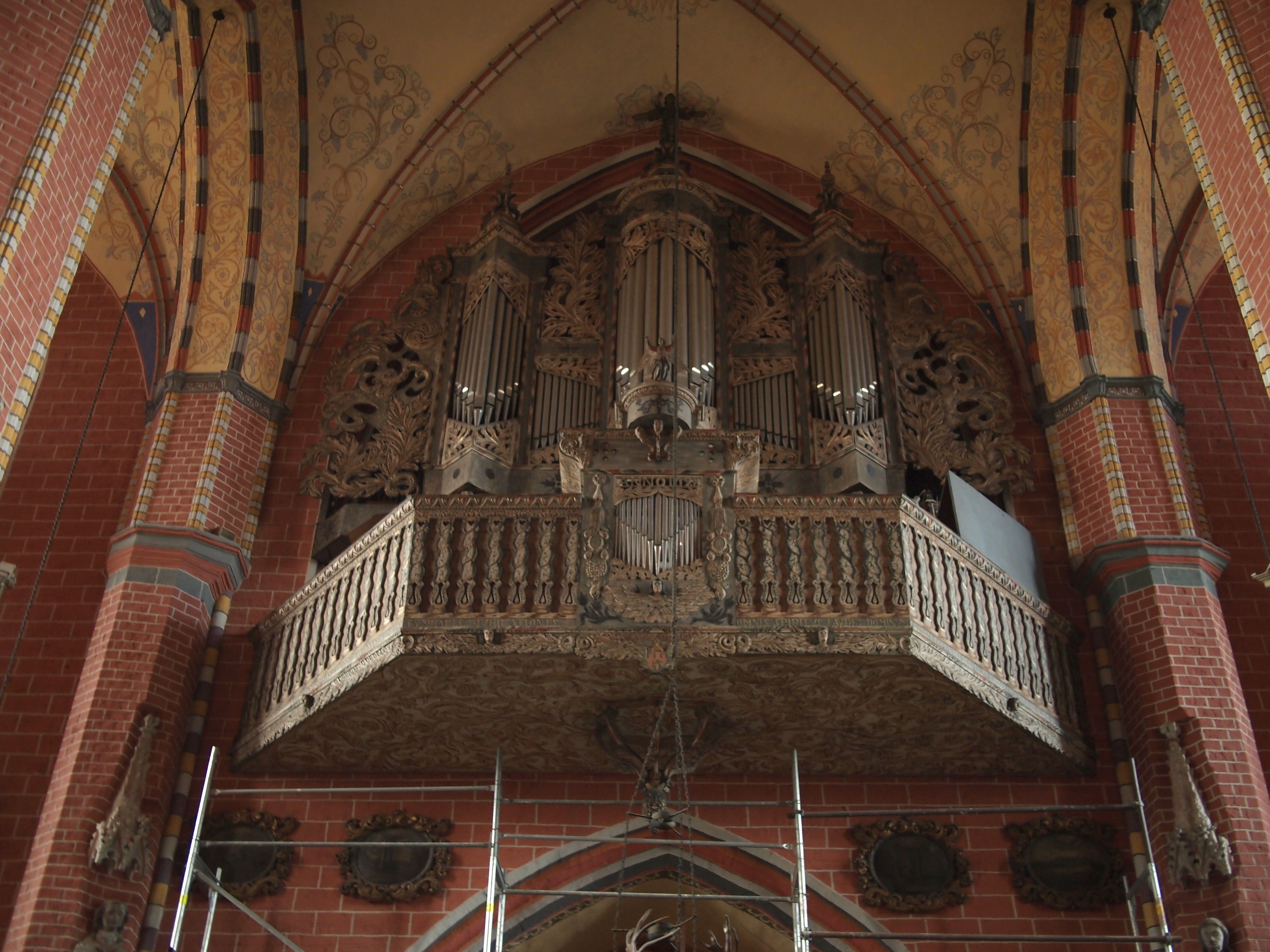
Organy
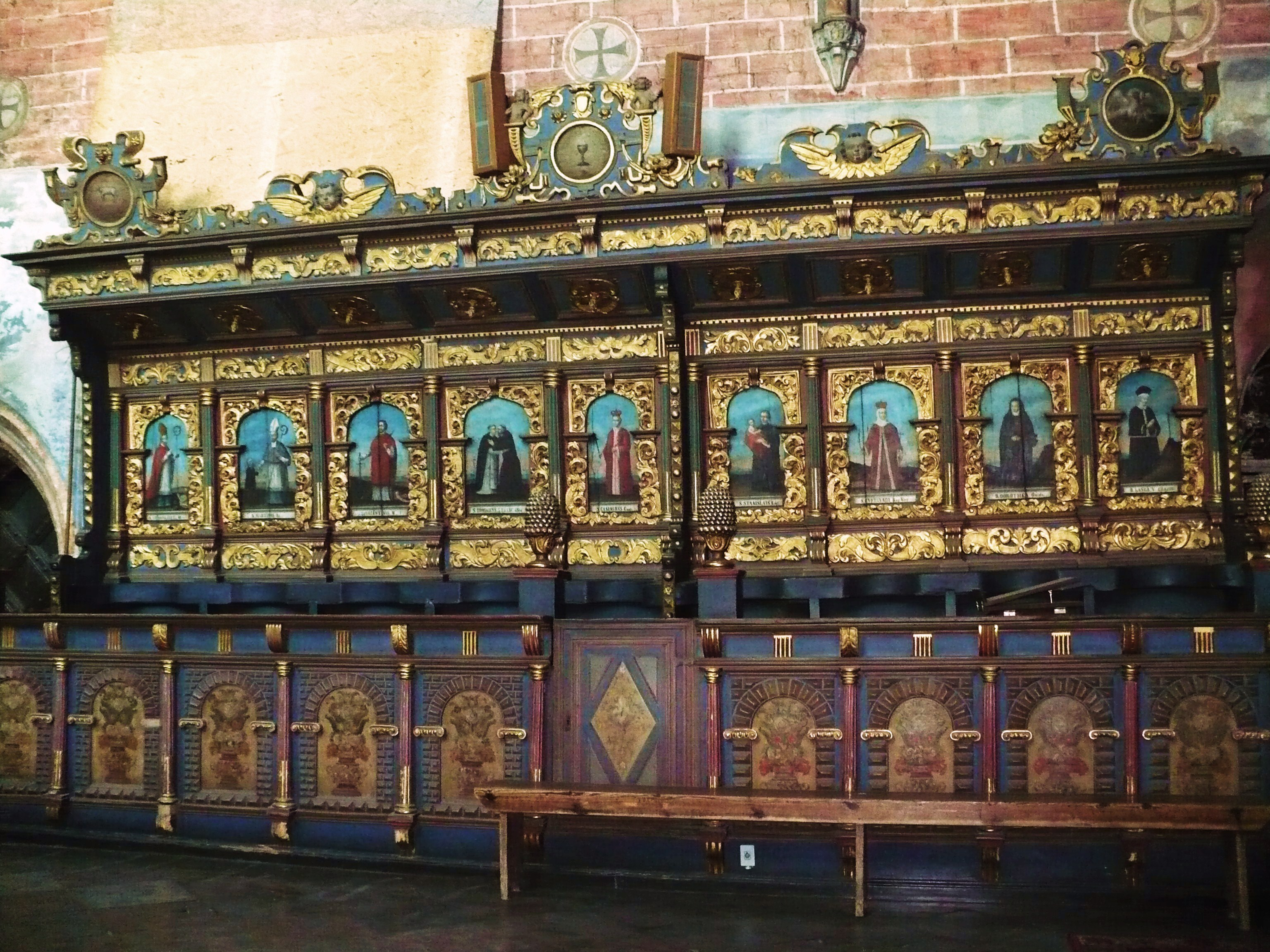
Renesansowe stalle w prezbiterium
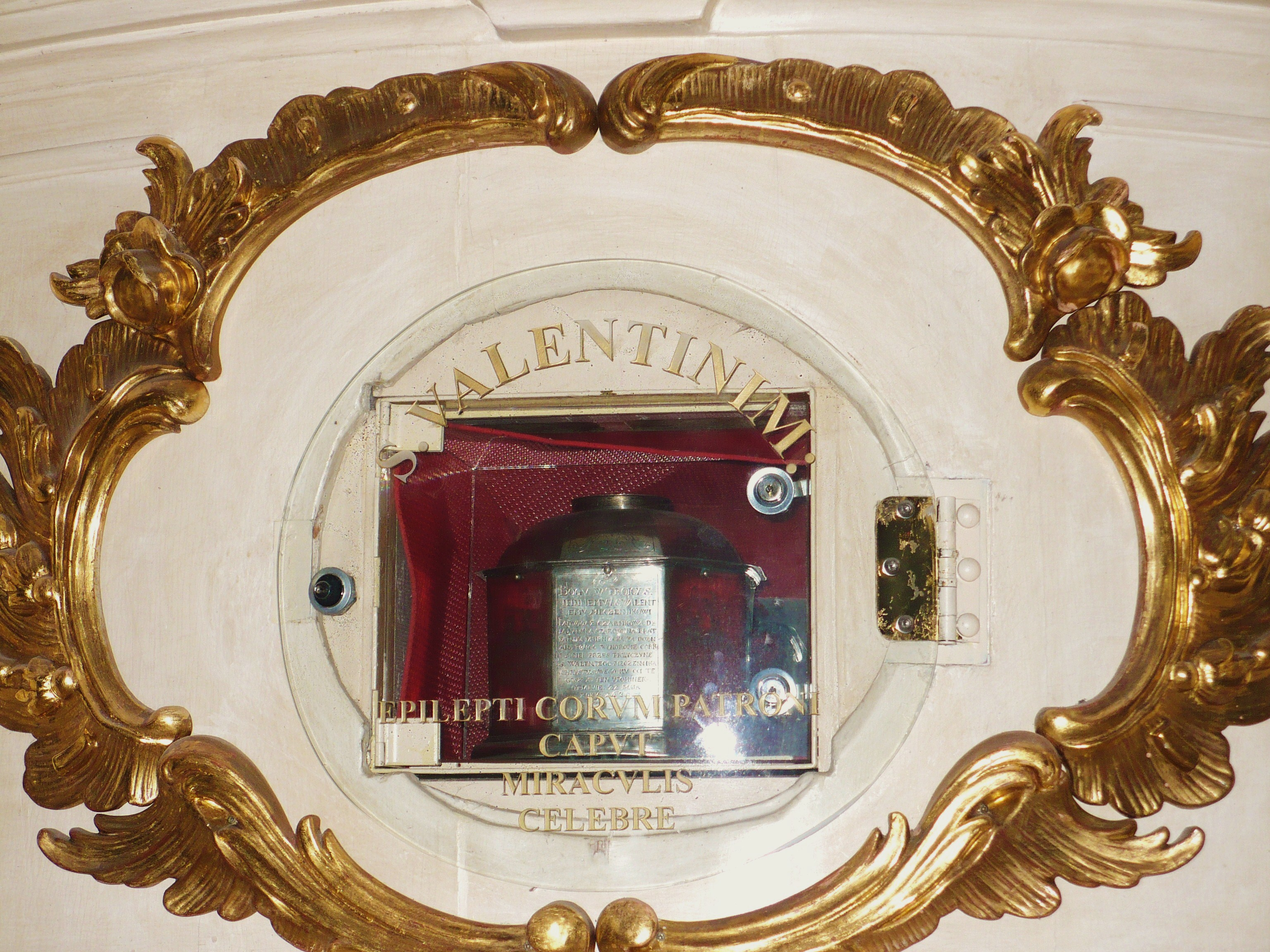
Relikwie św.Walentego
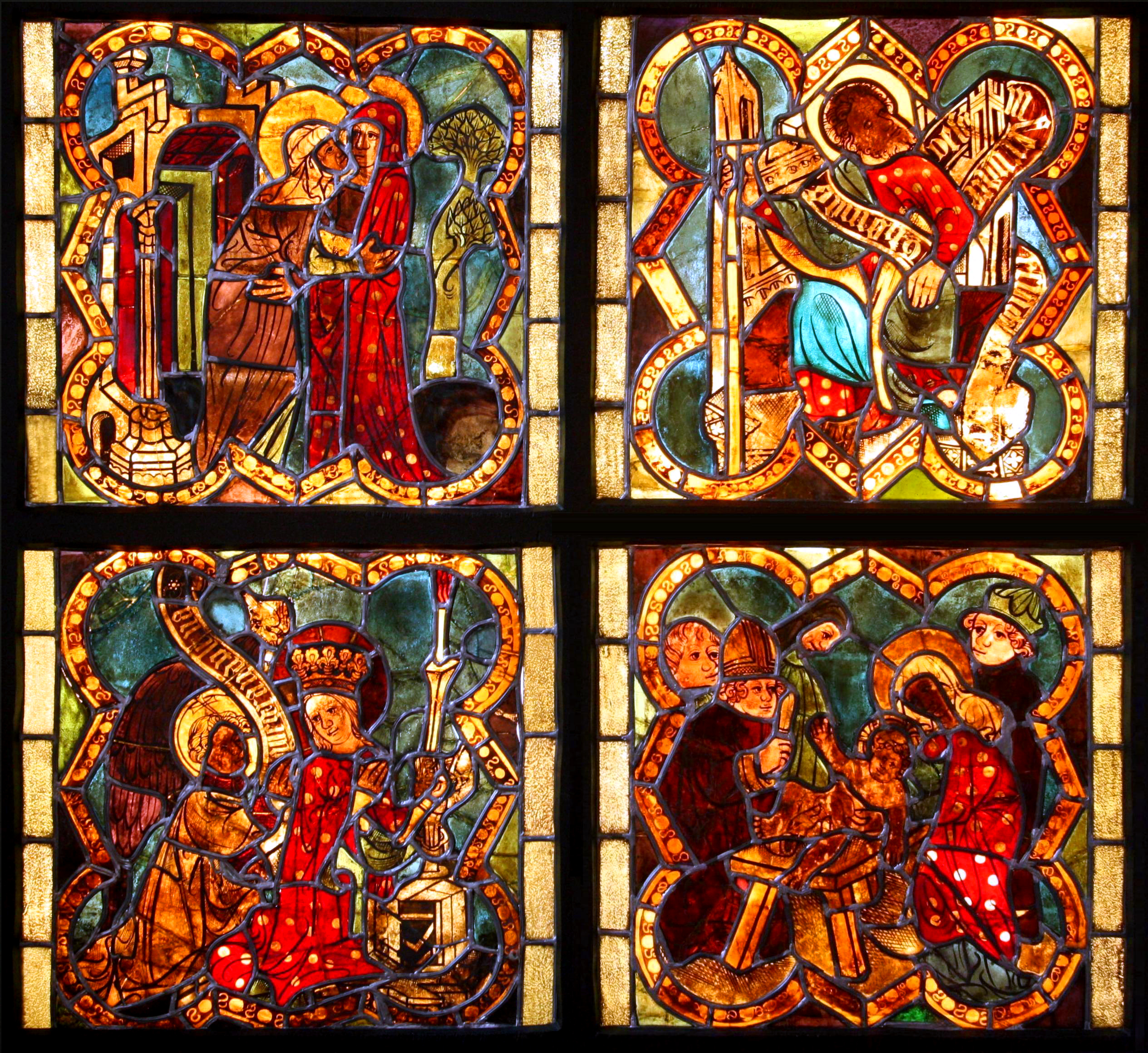
Gotyckie witraże (obecnie w zbiorach Muzeum Okręgowego w Toruniu)